# Fiat Regata
Pour les articles homonymes, voir Regata.
Ne doit pas être confondu avec Fiat Regatta.
La Fiat Regata, est une voiture fabriquée par le constructeur italien Fiat entre 1983 et 1990.
Cette berline traditionnelle à trois volumes, traction avant, utilise la plate-forme de la Fiat Ritmo (Strada dans les pays anglo-saxons).
Ses concurrentes directes étaient les Audi 80, Citroën BX, Ford Orion, Opel Kadett, Rover 213/216, et Volkswagen Jetta. Une version très proche de la Fiat Regata fut la Seat Málaga qui figura au catalogue Seat au lendemain de la rupture des accords de licence entre Fiat et Seat ; elle s'en distinguait toutefois par ses moteurs essence 'System Porsche', de vieux blocs Fiat remaniés en Allemagne. Hormis les portières, elle ne partageait avec la Regata aucun élément de carrosserie et son habitacle n'avait rien à voir.

## Première série - 1983
La Fiat Regata était fabriquée dans l'usine géante de Mirafiori à partir de 1983, et fut un acteur important du segment des berlines moyennes. Elle fut présentée au Salon automobile de Francfort en septembre 1983.
Avec sa ligne filante et son habitacle très spacieux, la Fiat Regata fut commercialisée en différentes versions : un moteur Diesel et trois essence de 70, 85 et 100 ch DIN et trois niveaux de finition.

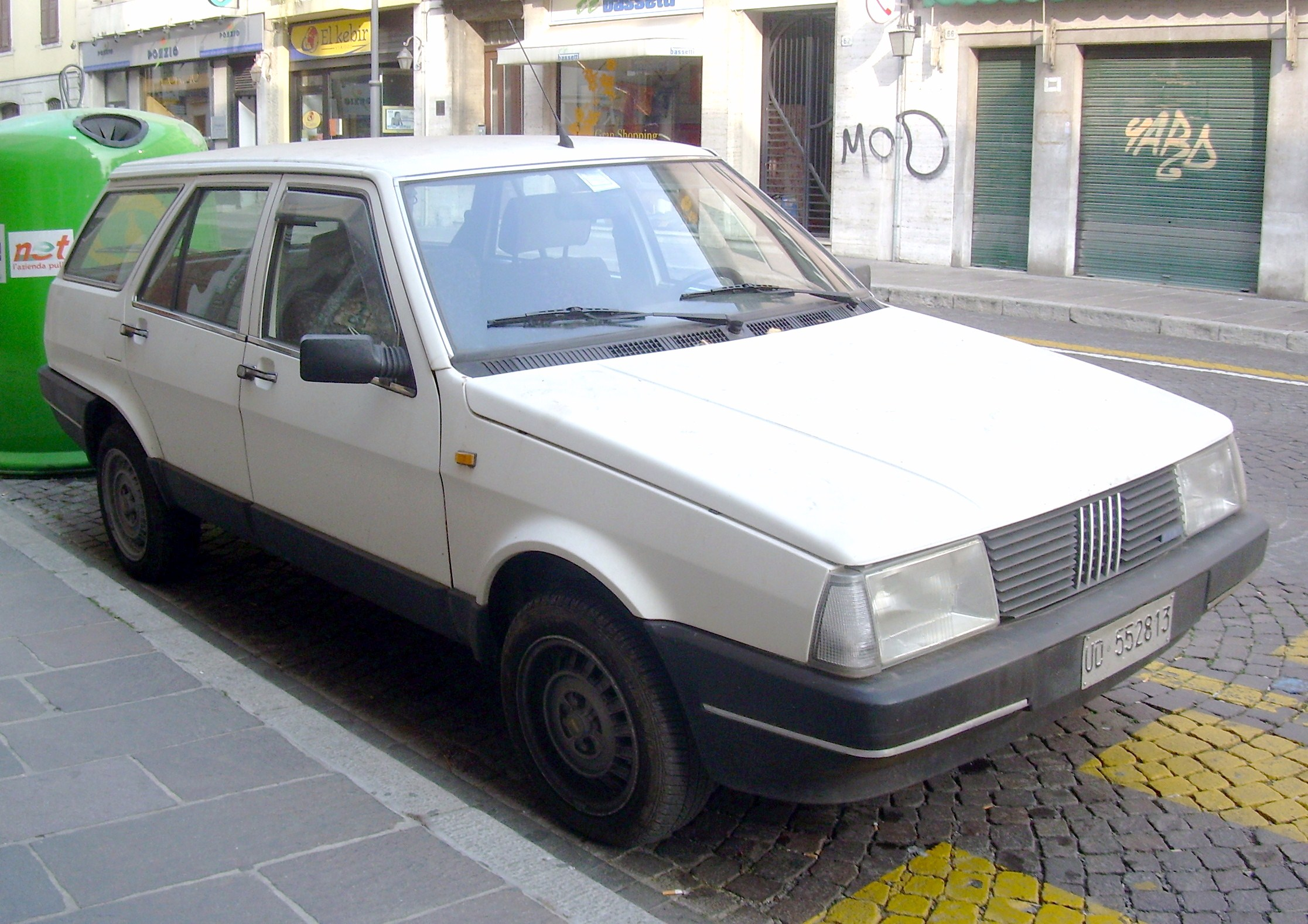
Fiat Regata Weekend.

La Fiat Regata succédait à une grande berline Fiat, la Fiat 131. 
En 1984, la version break appelée Weekend fut présentée, elle remplaçait de fait la Fiat 131 Panorama et se signalait par son seuil de chargement abaissé au maximum par le basculement du pare-chocs arrière.

### Fiat Regata ES - Écologique en première mondiale
Déjà soucieux des problèmes écologiques, Fiat commercialisa une version spéciale baptisée Regata ES (Energy Saving) qui, grâce à quelques améliorations aérodynamiques et nouveautés mécaniques sur le nouveau moteur Fiat type 149A3.000 de 1 301 cm3 développant 65 ch DIN à 5 800 tr/min et un rapport de compression plus élevé notamment, qui passe de 9,3:1 à 9,6:1. Elle dispose pour la 1re fois au monde d'un système automatique d'arrêt du moteur quand le véhicule est à l'arrêt et que le moteur n'est pas sollicité, le fameux stop & start des années 2010, le tout géré par un allumage électronique Magneti-Marelli Digiplex, afin de réduire la consommation de 15 %.

## Seconde série - 1986
L'ensemble des éléments de carrosserie subirent des retouches sans pour autant altérer la ligne de la voiture. Les portières reçurent de nouveaux vitrages, inspirés de ceux de la Croma et de nouvelles poignées de portes. Fiat en profita également pour renforcer les motorisations et équiper la 1.6 de l'injection électronique monopoint en lançant le modèle 100 S i.e.. L'habitacle reçut de nouveaux habillages plus luxueux.
La version diesel de base vit son moteur évoluer, passant de 1 714 à 1 697 cm3. L'autre diesel, de 1 929 cm3, allait, peu de temps après recevoir un turbo qui lui permit d'augmenter sa puissance de 15 ch, et d'atteindre les 80 chevaux, faisant de la Regata Turbo DS une des voitures les plus performantes de sa catégorie. Celle-ci s'équipa aussi de trains roulants revus, améliorant sensiblement la tenue de route.
La fabrication prit fin, en Italie, en 1990 avec la présentation de la Fiat Tempra qui lui succéda.

## La Fiat Regata dans le monde
- Argentine : Fiat Regatta - identique à la berline originale italienne mais avec 2 "t" - 56 789 exemplaires
- Espagne : modèle dérivé Seat Malaga
- Italie : Fiat Regata et Regata W-E - 822 000 exemplaires